# Juan Fernández Cuevas
Juan Fernández Cuevas, político español. Representante de la provincia de Zamora en el Pacto Federal Castellano.
Elegido diputado por el distrito de Toro (Zamora), en la misma provincia, el 10 de mayo de 1873. Sucedió a Luis González Zorrilla en el escaño por el distrito toresano en el Congreso y fue sucedido, tras las elecciones de 20 de enero de 1876, por Rafael Díez Jubitero.
- Datos: Q5949441